# Рожко, Алексей Прокофьевич
Алексей Прокофьевич Рожко (26 мая 1913, Большая Врадиевка, Ананьевский уезд, Херсонская губерния, Российская империя — 25 января 1986, Врадиевка, Николаевская область) — Герой Социалистического Труда.

## Биография
Родился в 1913 году в селе Большая Врадиевка (теперь пгт Врадиевка) Николаевской области в крестьянской семье. Трудовую деятельность начал в 1924 году пастухом. В 1929 году вступил в колхоз «Путь земледельца».
В 1930 году впервые сел за руль трактора, а уже через два года возглавил тракторную бригаду Врадиевской МТС. В 1936 году тракторная бригада А. П. Рожко завоевала первенство среди бригад МТС. До 20 мая она выработала по 600 гектаров мягкой пахоты на трактор, сэкономив при этом 3600 кг горючего.
В 1947 году Врадиевская МТС получила новые тракторы. Бригада А. П. Рожко, работавшая в колхозе «Соцперестройка», систематически выполняла нормы выработки на 134 %.
В 1955 году колхозы Врадиевки были объединены в один — имени Ленина. А. П. Рожко возглавил в новом колхозе тракторную бригаду. С 1959 года механизаторы начали внедрять новые методы откорма крупного рогатого скота, в результате чего себестоимость центнера мяса не превышала 20-25 рублей. Опыт бригады начали внедрять и другие механизаторы на территории всей Украины.

## Общественная деятельность
А. П. Рожко избирался депутатом Верховного Совета СССР VI и VII созывов.
Член КПУ с 1957 года. На XXI (1960), XXII (1961), XXIII (1966) съездах КПУ избирался членом ревизионной комиссии ЦК КПУ.
Своим опытом в откорме скота А. П. Рожко поделился в брошюрах «Откармливаем скот силами тракторной бригады», «Механизаторы производят дешёвое мясо» и других.

## Награды
- Медаль «Серп и Молот» Героя Социалистического Труда (1965).
- Орден Ленина (1965).
- Орден «Знак Почета».
- Медали.[1]